# 페레스베트급 전함
페레스베트급 전함(Эскадренные броненосцы типа "Пересвет")은 러시아 제국 해군이 건조한 전함이다. 러시아 제국 해군은 함대장갑함(Эскадренный броненосец)으로 분류했다. 장갑순양함의 본질적인 확장형이었기 때문에, 이후 장갑순양함으로 분류를 변경했다.

## 개요
페레스베트급 전함의 컨셉은 장갑순양함이라기 보다는 훗날의 순양전함의 개념에 가까운 것이었다. 같은 시대의 전드레드노트급 보다 빠르고, 항속력과 항양성이 뛰어난 대신 무장과 장갑 은 소극적이었다. 설계 요구로는 전열함대의 구성 요소로서의 능력과 더불어 가장순양함처럼 혼자 통상파괴 전을 수행하는 능력도 요구되고 있었다.
당시 잠재적인 적국으로 간주되었던 영국을 특히 염두에 두고 있었다. 따라서 영국 해군이 1893년부터 극동용으로 건조한 254mm포 4문을 탑재한 바플러급 전함(센추리온급 전함)이 페레스베트급의 컨셉 모델되었다. 단, 페레스베트급은 해안이나 강에서의 운용을 상정한 바플러급과는 달리 처음부터 대규모 항양 작전 사용이 예정된 함이었다. 필요로 했던 원양성이 좋고, 장대한 항속 거리와 높은 속력을 실현하기 위한 연료를 대량으로 탑재하기 위해 석탄 창고의 공간을 기존함보다 크게 한 반면, 무장과 장갑이 동 세대의 전함에 비해 열등했기 때문에 전투 능력에 있어서는 전함이라기보다는 오히려 러시아가 1900년까지 건조했던 장갑순양함에 가까운 것이었다.
구체적인 기본 설계는 장갑순양함 ‘로시야’의 확장형으로 되어 있었다. 함체는 앞 갑판 절반이 연장되었고, 그곳에 더 뛰어난 장갑을 가진 연장식 주포탑 1기를 탑재했다. 주포는 40구경 254mm 포로 이로서 페레스베트급 함대장갑함이라고 일컫게 되었다. 주포 외에 부포로 당시 러시아 군함의 표준 포였던 카네식 45구경 152mm 단장 속사포를 11문, 대 어뢰정용으로 50구경 75mm 단장포를 20문, 43구경 47mm 단장포를 20문, 37mm 단장포를 8문, 바라노프스키이 속사포(Скорострельная пушка Барановского)의 파생형으로 콘스탄틴 니콜라예비치 대공의 후원으로 채용된 63.5mm 상륙포 2문이 장착되어 있었다. 그와 함께 해상 발사형의 381mm 어뢰발사관이 3문, 수중 발사형 381mm 어뢰발사관이 2문 탑재되었다.
얇은 장갑이었지만, 그 내역은 크루프 강으로 장갑판을 갖는 현측 수선부 중앙부가 229mm, 선단부가 178mm, 제2판이 102mm, 케이스메이트(장갑 포좌)가 64mm, 갑판이 51mm에서 127mm, 주포탑 장갑이 229mm에서 51mm, 바베트가 203mm, 사령탑이 229mm였다.
동력 기관은 국산 발트 공장제의 수직 3배 확장 왕복 기관이 3개 탑재되었다. 보일러는 프랑스제 빌레벨레식 수관 캔 30개가 탑재되었다. 추진축은 3축으로 속력은 18노트를 발휘했지만, 항속 거리에는 군함에 따라 차이가 생겼다.
1번함 페레스베트와 2번함 오슬랴뱌는 1895년에 건함 계획에 발주되어, 1895년 11월 22일에 상트페테르부르크의 발트 조선소와 뉴 아드미랄티 조선소에서 기공했다. 세 번째인 포베다는 약간의 개량을 거친 함으로 극동 방면 함대 전력을 보충하기 주문되었다. 1898년 5월 18일에 건설이 시작되었지만 공식적으로는 율리우스력 1899년 2월 9일 기공되었다. 페레스베트과 오슬랴뱌는 1901년, 포베다는 1902년에 준공했다. 건조 비용은 포베다가 1005만 루블, 오슬랴뱌가 1134만 루블이 소요되었다.

## 함정 목록
| 전함                  | 제작                                 | 기공             | 진수            | 취역   | 비용            |
| --------------------- | ------------------------------------ | ---------------- | --------------- | ------ | --------------- |
| Пересвет (페레스베트) | 발트 조선소 상트페테르부르크         | 1895년 11월 21일 | 1898년 5월 19일 | 1901년 | 10,540,000 루블 |
| Ослябя (오슬랴뱌)     | 뉴아드미랄티 조선소 상트페테르부르크 | 1895년 11월 21일 | 1898년 12월 8일 | 1903년 | 11,340,000 루블 |
| Победа (포베다)       | 발트 조선소 상트페테르부르크         | 1899년 2월 21일  | 1900년 5월 10일 | 1902년 | 10,050,000 루블 |

### 페레스베트 (Пересвет 1901년 - 1917년)
함명은 쿨리코보 전투로 알려진 러시아의 영웅 알렉산드르 페레스베트로부터 유래되었다. 1874년에 제적된 선대의 프리깃으로부터 이름을 이어받은 것이다. 러일 전쟁 때에는 제1태평양 함대에 배속되어 황해 해전에 참가했다. 1904년 12월 7일, 여순항에서 일본 육군의 포격을 당해 대파되어 침몰했다. 1905년 6월 29일에 일본군에 의해 끌어 올려져 수리를 거친 후 1909년에 일본 제국 해군으로 편입시켜 전함 사가로 운용되었다.
제1차 세계 대전이 시작되자 1916년 초에 러시아 정부가 비용을 지불하고 다시 구매를 했다. 4월 3일에 구레 항에서 블라디보스토크로 회항하여, 4월 6일에 장갑순양함 페레스베트로 러시아 해군에 함적에 다시 올랐다. 그러나 발트해로 회항하는 도중에 1917년 1월 4일에 포트사이드를 출항한 곳에서 독일 제국의 잠수함 U73이 부설한 기뢰에 부딪혀 탄약고가 불이 붙으면서 폭침했다.

### 오슬랴뱌 (Ослябя, 1901년 - 1905년)
함명은 쿨리코보 전투로 알려진 러시아의 영웅 로지온 오슬랴뱌로부터 유래되었다. 1874년에 제적된 선대의 프리깃으로부터 이름을 이어받았다. 러일 전쟁이 발발했을 때는 뤼순으로 회항하는 도중이었지만 본국으로 돌아갔다. 그 후 제2태평양 함대 (이른바 발틱 함대)에 편입되어 쓰시마 해전에서 쓰시마 해협에서 전몰했다.

### 포베다 (Победа 1901년 - 1946년)
함명은 러시아어로 ‘승리’라는 뜻이다. 러일 전쟁 때 여순 함대에 배속되었다. 1904년 3월 31일에 기뢰에 손상당해 수리를 마친 후 참가한 황해 해전에서 254mm포 1문과 75mm포 3문이 손상당하고 4명이 전사하고, 29명이 부상당했다. 11월 24일에는 280mm포탄 30발과 152-120mm 포탄 17발을 맞고, 여순항에서 대파당해 침몰했다.
1905년 10월 17일에 일본군이 끌어 올려 수리를 거쳐 1908년 일본 해군에 편입했다. 1922년까지 전함 스오로 운용되다가 1946년에 해체되었다.

## 갤러리

러시아 제국 해군 시대
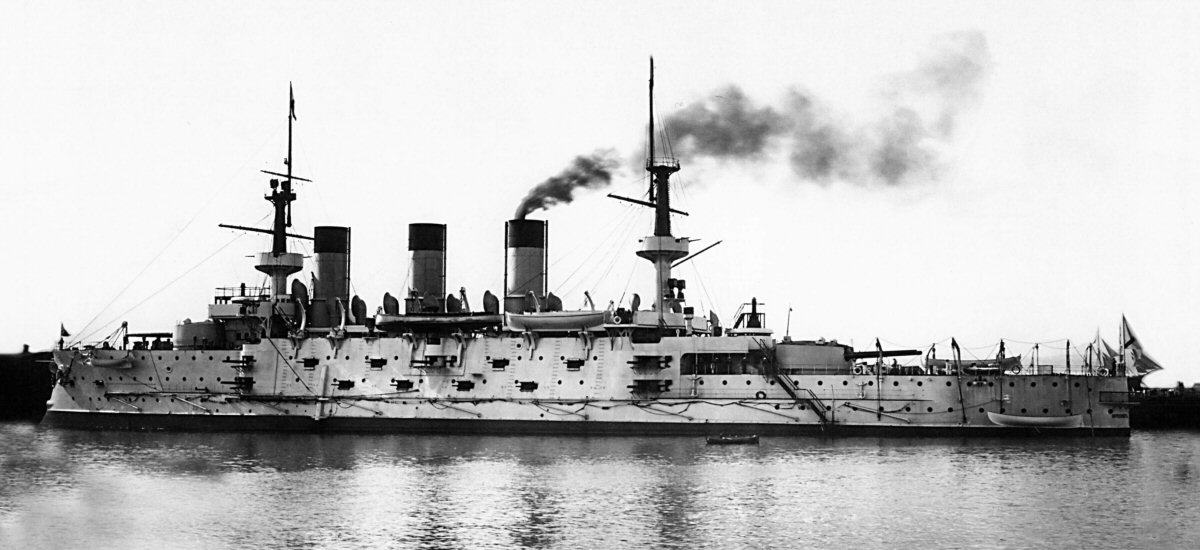
함대 편입 직후의 1902년에 촬영 된 페레스베트
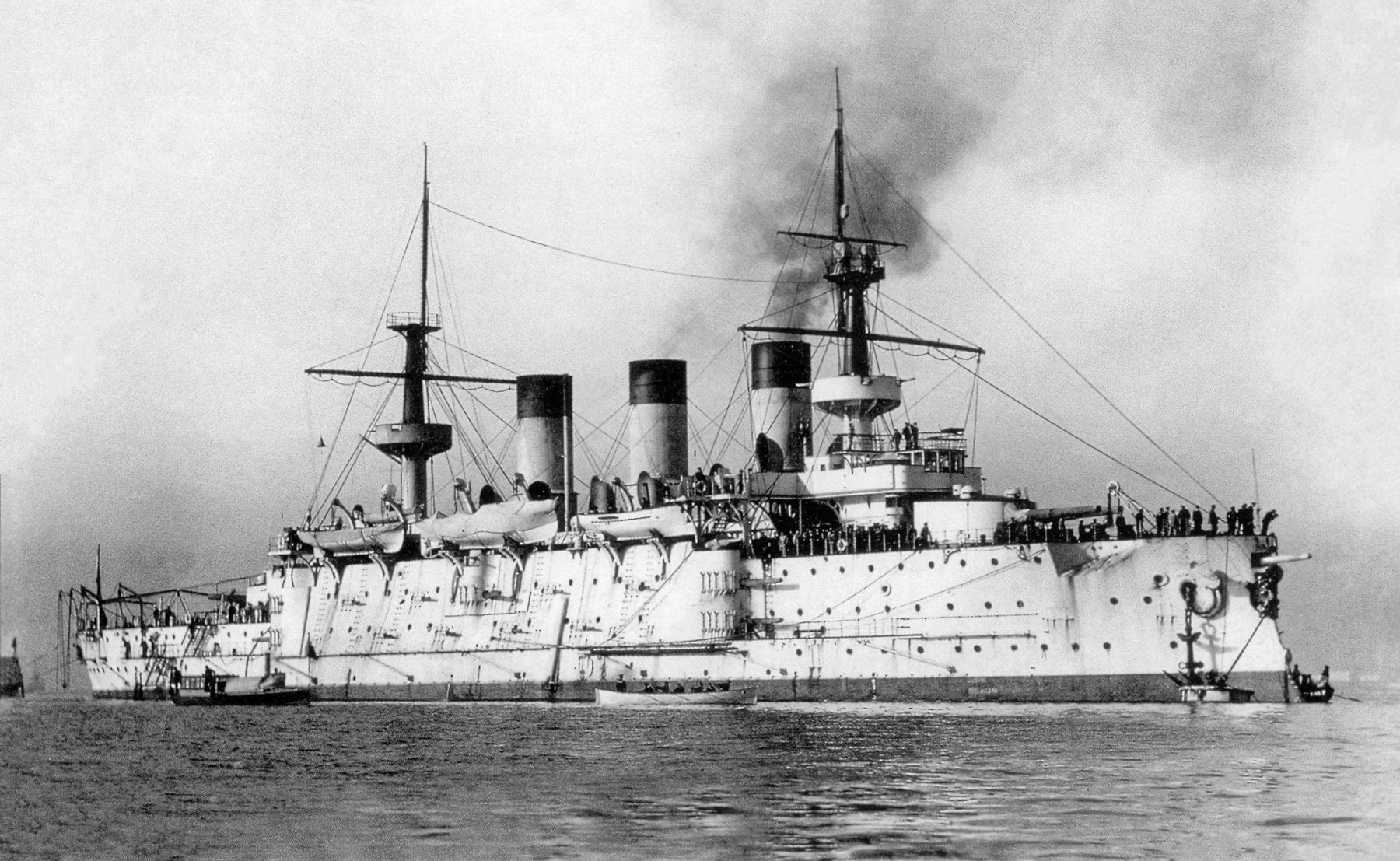
1901년말 지중해에서 촬영한 페레스베트
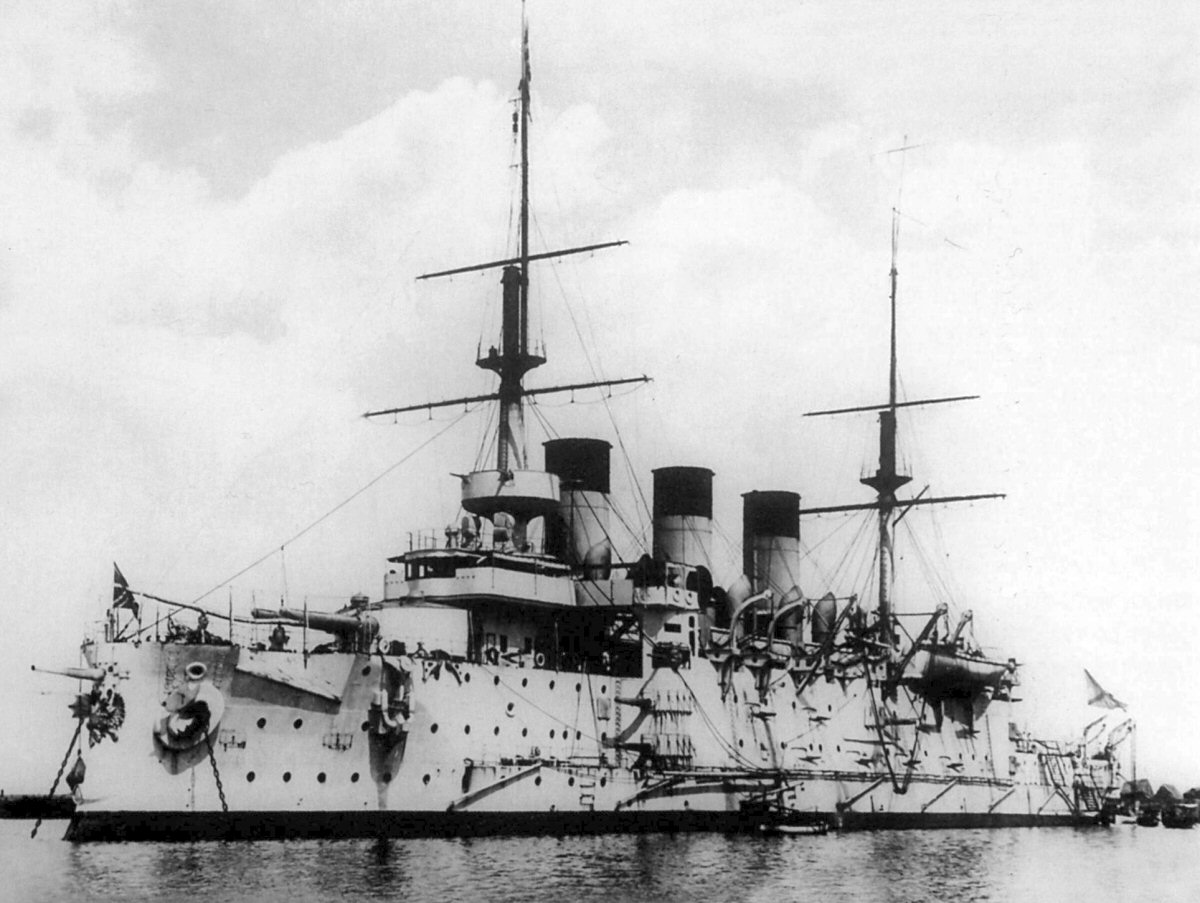
1903년 7월 크론시타트에서 촬영된 오슬랴뱌
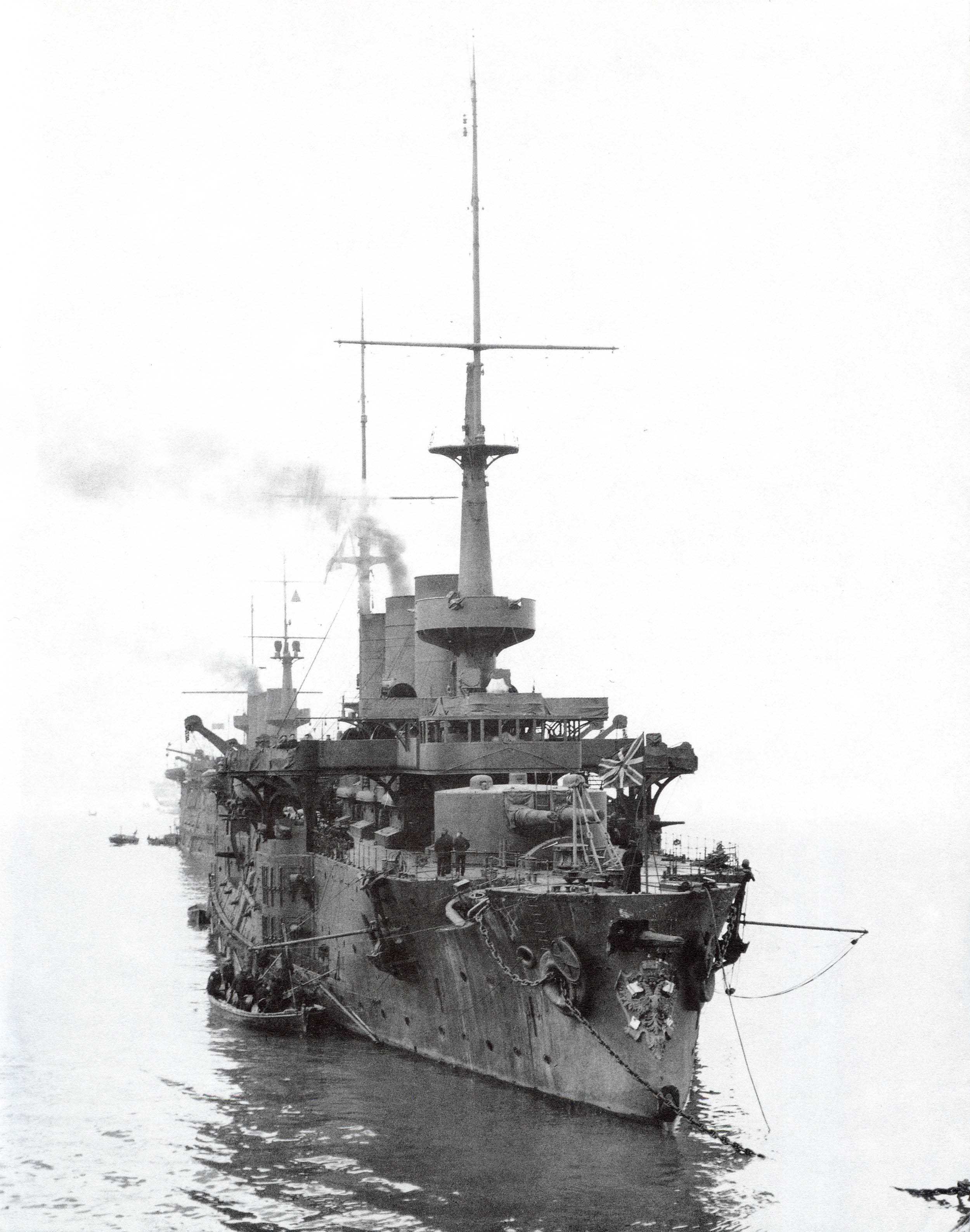
1904년 3월 9일 여순항에서 촬영된 포베다

러일 전쟁
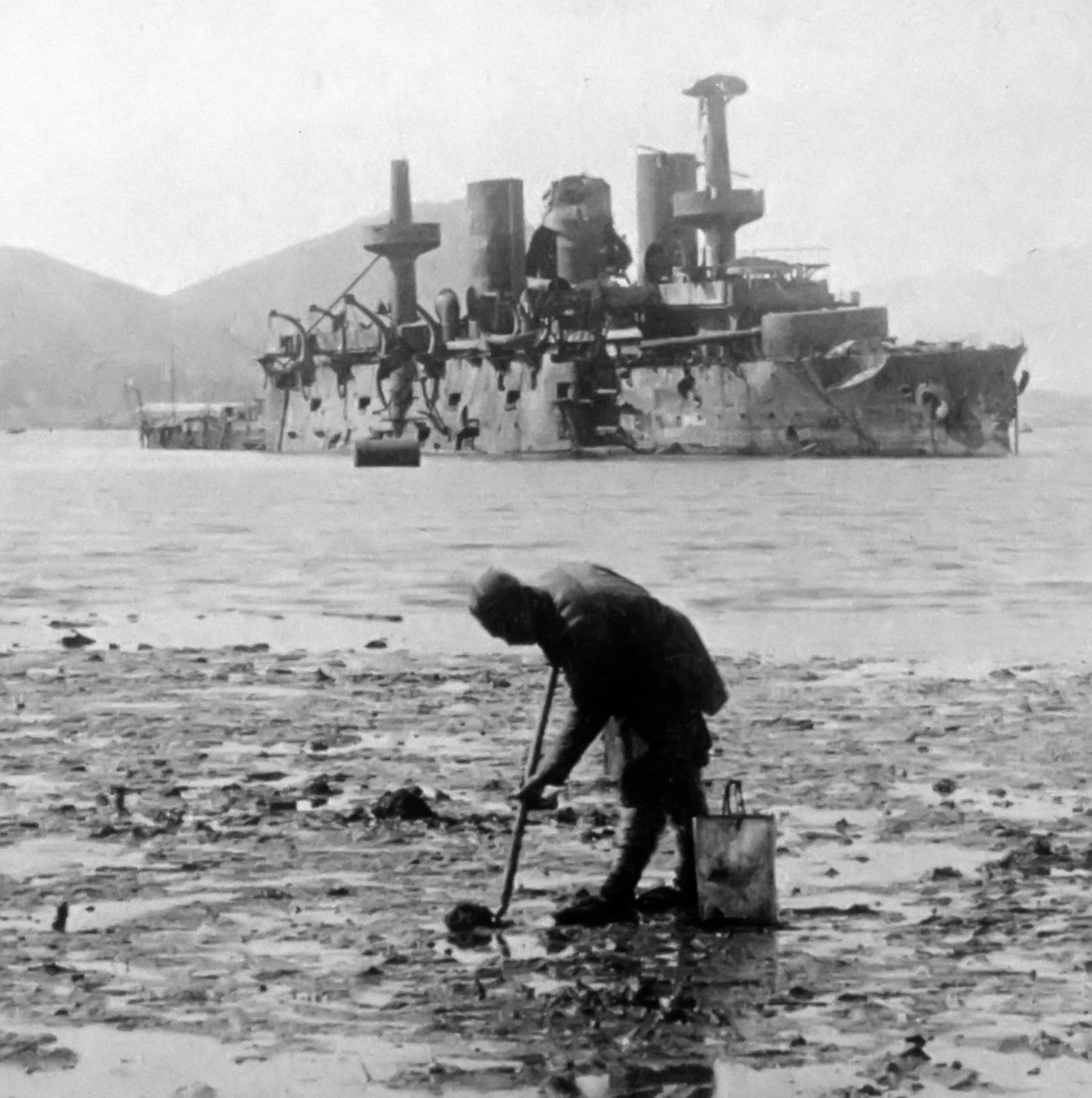
포르토 = 여순한 웨스트 베이에 침몰한 페레스베트 (1904년 12월)
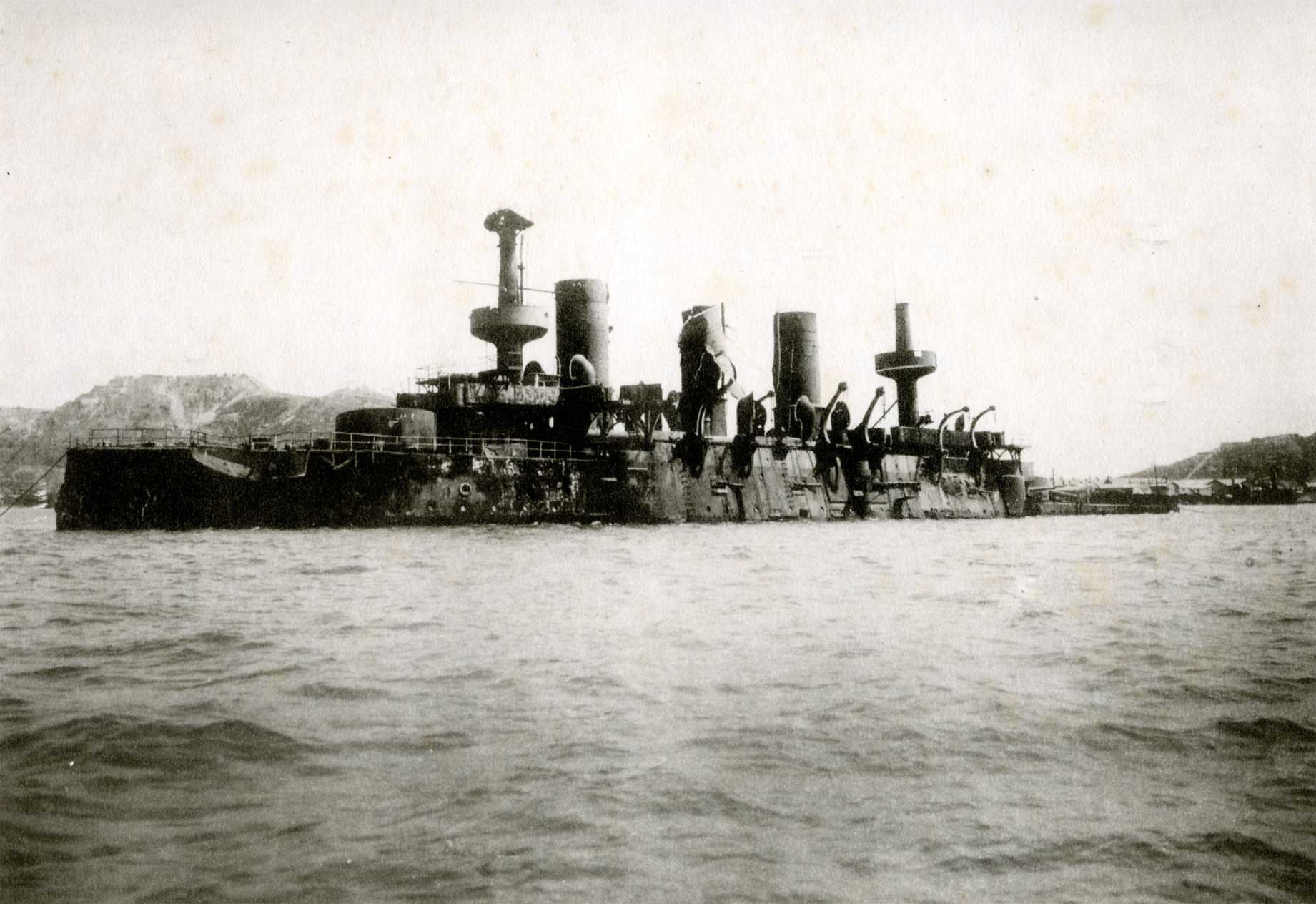
여순항에 버려진 페레스베트
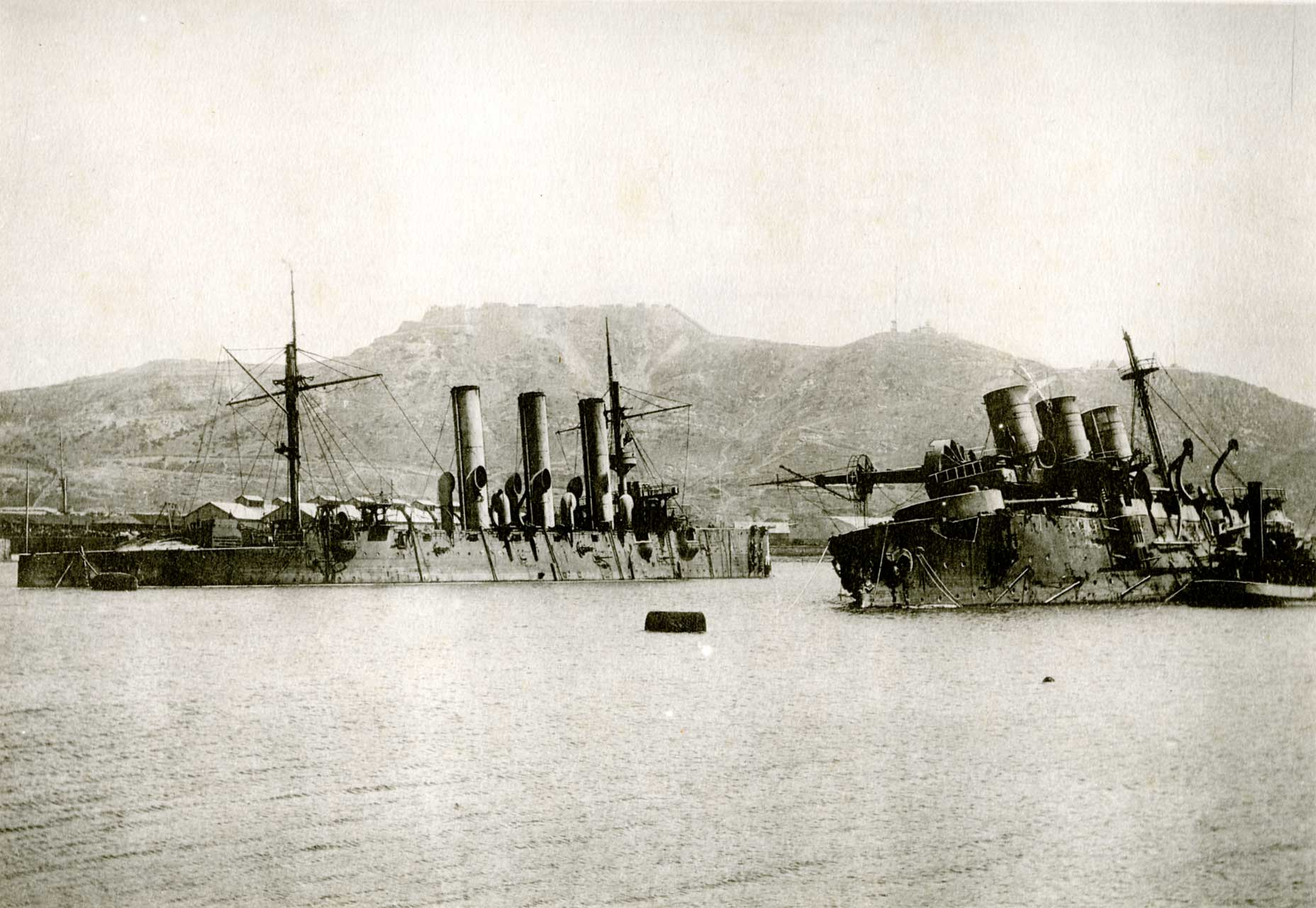
히로시마에서 촬영된 팔라다와 페레스베트 (오른쪽)

일본 제국 해군 시대
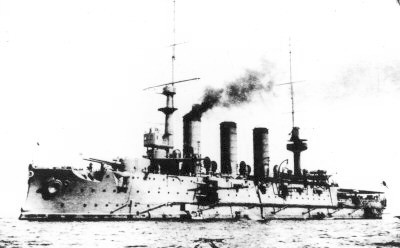
1906년에 촬영된 사가(구 페레스베트) 함교 등 일부 구조가 개조되었다
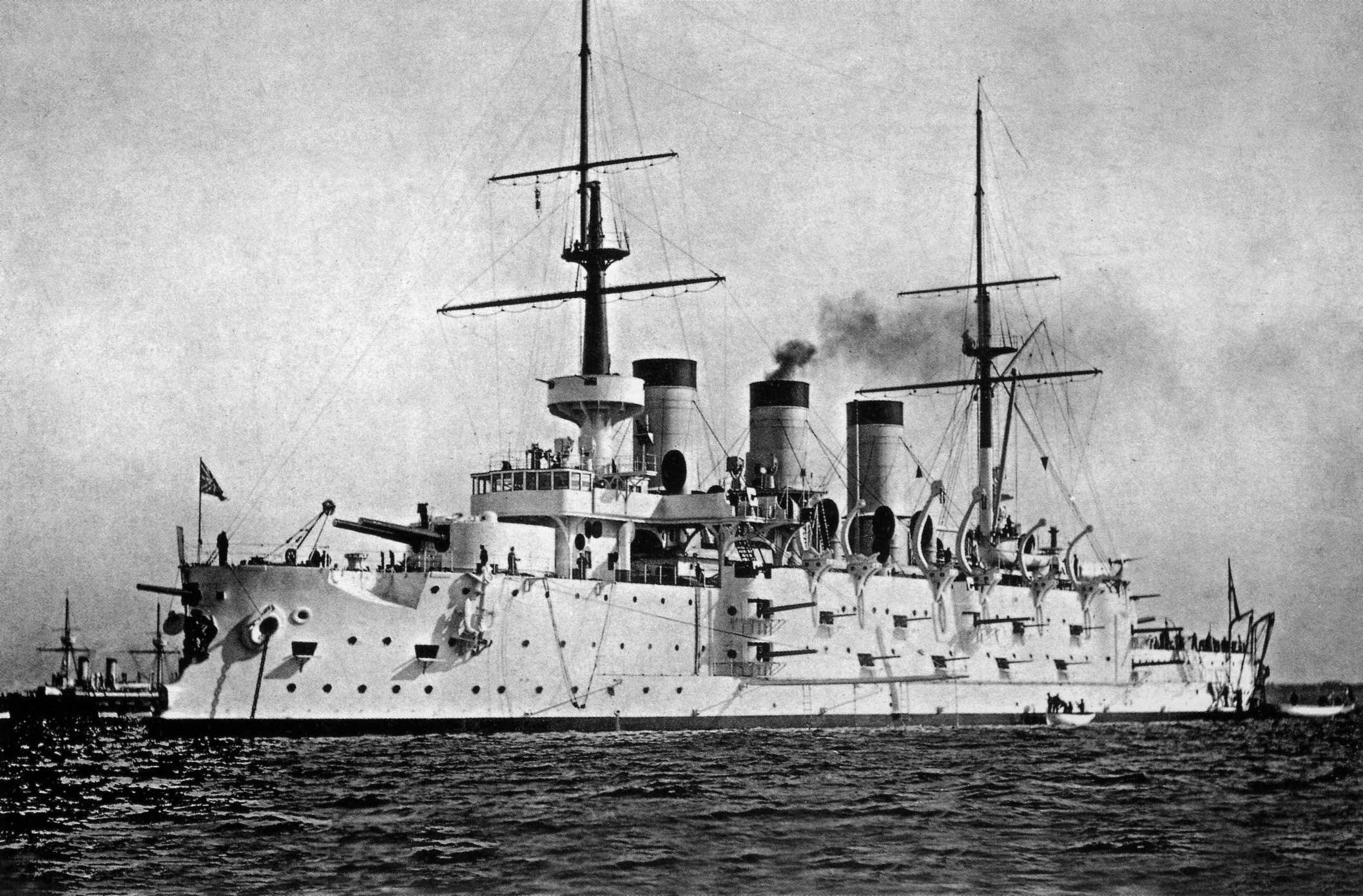
1908년에 촬영된 스오 (구 포베다)
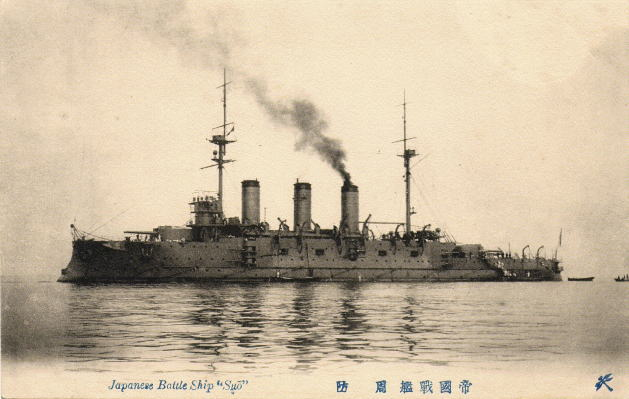
스오 (구 포베다)

러일 전쟁 후 러시아 해군
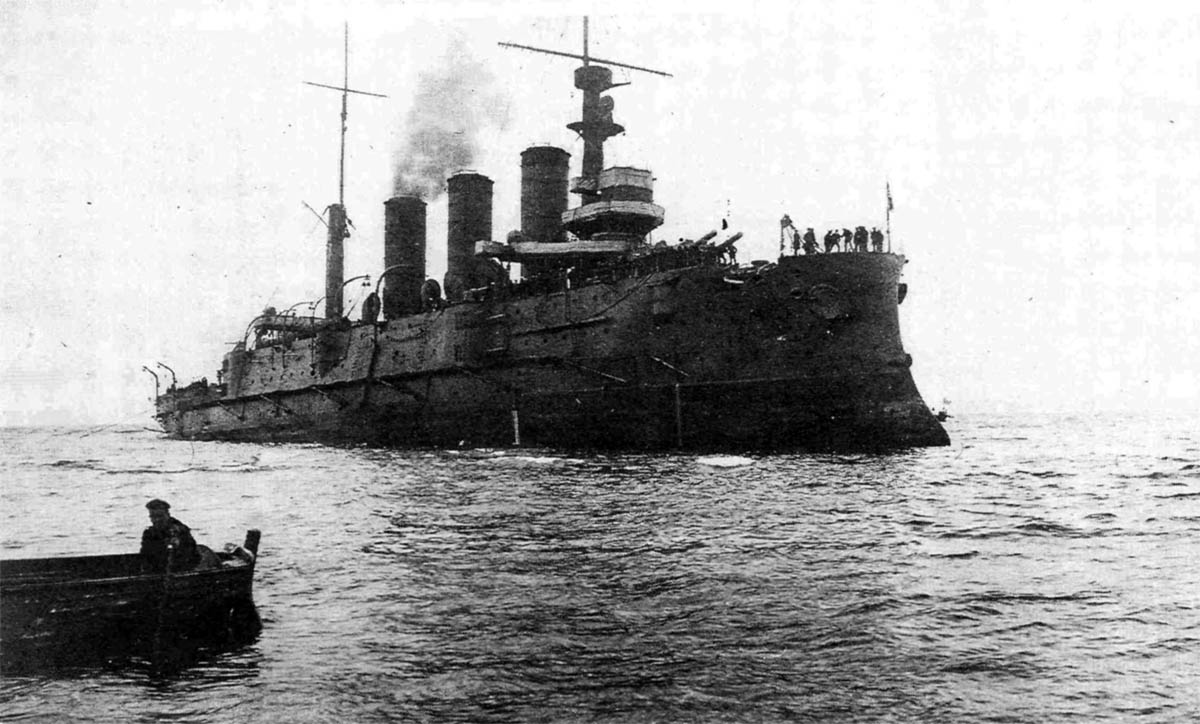
1916년 5월에 블라디보스톡 근처 암초에 낀 장갑순양함 페레스베트